# Förbindelseväg 9125

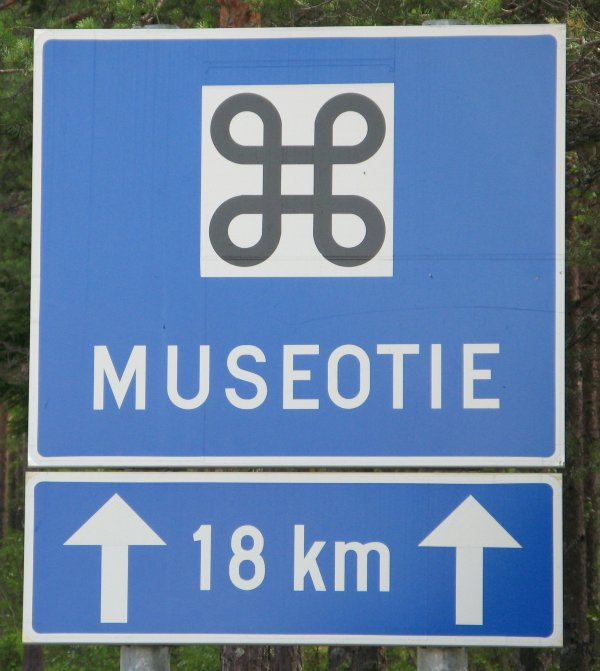
Vägskylt för museivägen.

Förbindelseväg 9125 (finländsla Raatteentie) är en väg i Suomussalmi kommun. Vägens längd är 19,8 kilometer.
Vägen är känd efter ett av vinterkrigets viktigaste strider. Den dåvarande Förbindelseväg 9125 omfattade även delar av nuvarande regionväg 912.
Den historiskt värdefulla Förbindelseväg 9125 blev museiväg 1982. Museiverket har inventerat Förbindelseväg 9125 som nationellt betydelsefulla kulturmiljöer. 
Förbindelseväg 9125 byggdes mellan 1915 och 1919 som ett så kallat nödhjälpsarbete. Vägen förbättrades mellan 1923 och 1924 och den blev en statlig väg.
Förbindelseväg 9125 är populär bland turister på grund av dess militärhistoriska värde.